# Marcel Schwarz
Pour les articles homonymes, voir Schwarz.
Marcel Schwarz est un décorateur de théâtre et un artiste peintre français né le 28 décembre 1914 à Strasbourg et mort le 14 juillet 1985 dans sa ville natale.

## Biographie
Après des d'études de philosophie à l'Université de Strasbourg, il séjourne à Rome pour une mission de documentation en 1945. Il y découvre et admire la peinture qui est omniprésente dans les couvents, les églises et les palais, ce qui l'engage dès son retour en Alsace à s'inscrire à l'école supérieure des arts décoratifs de Strasbourg. C'est dans l'atelier de Louis-Philippe Kamm, qu'il apprend à dessiner et à peindre. À l'École des Arts décoratifs il fréquente aussi les ateliers de Joseph Gass et de Gustave Lehmann. En 1949 il se marie à Rome avec Gisela Grego.  
Marcel Schwarz rencontre André Clavé et réalise au Centre dramatique de l'Est à Colmar la scénographie et le décor pour Un homme de dieu de Gabriel Marcel dans une mise en scène de François Darbon, il réalise le décor et la scénographie de L'Idéal Mari de Jean Variot dans une mise en scène de Robert Porte. De 1949 à 1954  Marcel Schwarz est peintre-maquettiste au Centre dramatique de l'Est à Colmar. À partir de 1954 le centre dramatique et l'École supérieure d'art dramatique s'installe à Strasbourg. Il y réalise en 1954 le décor pour La Sauvage de Jean Anouilh mise en scène par Michel Saint-Denis. En 1955 il réalise de décor pour La tragédie de Roméo et Juliette de William Shakespeare mise en scène par Michel Saint-Denis en 1957, il réalise les décors pour Hamlet de William Shakespeare, mise en scène par Hubert Gignoux, et pour Neuf Images de Molière mise en scène par Pierre Lefèvre. En 1961, il réalise le décor et les masques pour Arlequin serviteur de deux maîtres de Carlo Goldoni dans une mise en scène de Renè Jauneau, le décor pour Les Hussards de Pierre-Aristide Bréal dans une mise en scène de Claude Petit pierre et le décor pour Le mal court de Jacques Audiberti dans une mise en scène de Pierre Lefèvre. En 1969, il réalise le décor pour Le Mariage de Figaro de Beaumarchais mise en scène par Daniel Leveugle.  

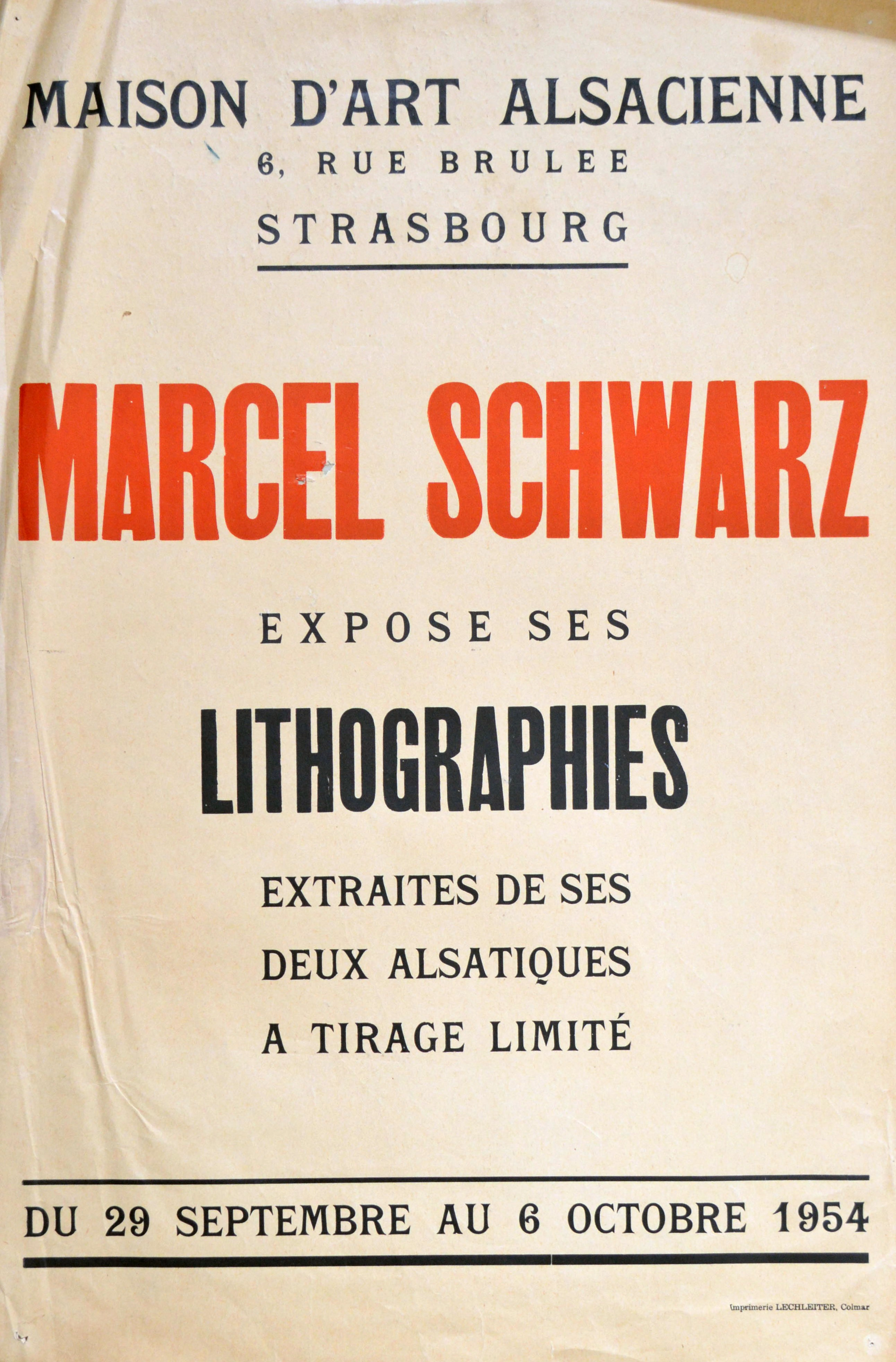
Affiche pour l'exposition de Lithographies à la Maison d'Art Alsacienne à Strasbourg en octobre 1954.

Il produit en 1954 deux albums de lithographies
- "us'm Elsass" album de 10 planches de lithographies et de poèmes en allemand de J. Baumann, Albert et Adolphe Mathis, N. Katz, J.Sebas et H.Solveen et une préface d'Aloys Andres.
- "Transparences[13]" album de 10 planches de lithographies accompagnées de textes allemands d'Aloyse Andrès[14], texte adaptés en français par Denise Rack-Salomon[15] et une préface de Joseph Rey.

Il enseigne les arts plastiques aux élèves décorateurs de l'École d'art dramatique du Théâtre national de Strasbourg sous les directions d'Hubert Gignoux de Michel Saint-Denis et André-Louis Perinetti. En 1972 il enseigne à Lisbonne à l'école supérieure de théâtre et de cinéma du Conservatoire d'Art dramatique et réalise l'affiche du neuvième centenaire de Saint Léon ainsi que les vitraux de la Chapelle du Pensionnat Saint-Joseph Cour des Couples à Strasbourg.  

## Articles ou chapitre d'ouvrages
- François Lotz, Artistes peintres vivant et œuvrant à la date du premier janvier 1982, p.661. (1880-1982), éditions Printek, Kaysersberg, 1985[18].
- René Wetzig, Dictionnaire des signatures des peintres, dessinateurs, lithographes et graveurs alsaciens du milieu du XIXe siècle à nos jours[19].  (ISBN 2849605263)